# 立花家花橘
立花家 花橘（たちばなや かきつ）は、音曲・落語の名跡。現在は空き名跡となっている。
古くは立花家ではなく七昇亭花橘や三遊亭花橘で2代続いた。
「立花家」の亭号は、もともと色物の音曲師のものであるが、後には落語家も名乗るようになった。

## 初代
初代 立花家 花橘（1881年2月 - 1906年9月16日）は、本名: 加藤よね。女流音曲師。初代春風亭柳條は実父。享年25。
1884年 - 1885年の数えで4、5歳の時に子役で柳家枝女子（あるいは〆子）を名乗り柳派の寄席の高座に上がっていた。明治20年代半ばには下谷で芸者をしていたが、1896年正月から初代立花家橘之助の門下になり立花家花橘と改名し三遊派の寄席に出演。音曲（端唄、都都逸、義太夫、大津絵節など）手りの花形として活躍したが、若くして亡くなった。遺児は春風亭柳橘。
『萬朝報』1906年9月19日付の訃報によれば、同年同月17日没、享年33とあるが、この享年は恐らく誤り。6代目林家正蔵『墓誌（技芸士招魂録）』によれば、同年同月16日没、享年26とある（この享年は数え年）。墓所は浅草・源空寺、元麻布・光善寺の2説ある。法名: 賢譽妙惠信女。

## 2代目
2代目立花家花橘（1884年 - 1951年9月23日）は、本名∶菱川 一太郎。享年68。
徳島生まれで、家業は「菱忠」という名代の鰻屋。1899年に来阪し、素人仁輪加に加わり大門亭歌蝶？門下で大門亭正六を名乗る。その後、初代笑福亭福松の門下で福二と名乗り、1901年8月、平野町第二此花館で初高座。
次に5代目林家正三の門下で2代目林家正六を襲名した。明治30年代末（1905年 - 1906年ごろ）に2代目桂文團治の門下で初代桂一奴となり、1909年に桂一團治に改めた。
明治末には東京に移り、10年余り三遊派に籍を置き、1912年10月には初代立花家橘之助門下で2代目立花家花橘を襲名。しかし、先代が音曲師であったために、2代目を継ぐ時、周囲に反対されたという。
1914年には上方に戻り、三友派に席を置き、後に花月三友両派の合同で吉本興業に所属。1928年には吉本を離れ、5代目笑福亭松鶴主催の「楽語荘」同人となり、主に「上方はなしを聴く会」で高座に上がる。1933年には無所属の芸人を集めて睦会を組織し堀江の賑江亭（しんえてい）で興行を打ったこともあった。
戦後は戎橋松竹などに出演しながら、5代目桂文枝や3代目桂春団治らの若手に多くの稽古を付けた。
仁輪加師、音曲師としても修行したためか、芝居噺が得意であった。また、口調がはっきりとした芸風のため、SPレコードの吹き込みに向いており、吹き込み数では初代桂春団治に次いで数多い。レコードには滑稽噺、芝居噺、艶笑噺、新作落語など多種にわたる吹き込みをしている。
高座が終わった後は、安来節を元に文人画の格好をした『文人踊り』という滑稽な踊りを披露し、俳画的な味わいがあった。
体の後ろ首筋の少し下に、家紋の刺青を彫っていた。これは、裸になった時にも礼を失わないように、との粋な計らいである。

### 弟子
- 2代目立花家一奴

## その他の花橘
- 七昇亭花橘（1856年 - ?） - 女流色物。2代目または3代目七昇亭花山文の門下で花橘（家橘とも）、1882年?に清元節に転向し清元志め花と改名。多くの芸人と浮名を流した事で知られる。没年不詳。本名: 三島里う。
- 三遊亭花橘（1855年（逆算） - 1906年9月22日） - 元は新内節の鶴賀秀壽太夫。6代目桂文治の門下で文好からかん治、明治20年代に2代目三遊亭圓橘の門下で三遊亭花橘となり後に大磯で幇間に転じた。本名未詳。

## 三遊亭歌橘
2008年秋に3代目三遊亭圓歌門下の三遊亭あし歌が三遊亭歌橘を3代目として襲名した。